# Liste der Einträge im National Register of Historic Places im Jasper County (Missouri)

Lage des Jasper County in Missouri

Die Liste der Einträge im National Register of Historic Places im Jasper County in Missouri führt die Bauwerke und historischen Stätten im Jasper County auf, die in das National Register of Historic Places aufgenommen wurden.

## Legende
| NRHP | Historic Place    |
| HD   | Historic District |

## Aktuelle Einträge
| [ 3 ] | Name                                              | Bild                                              | Eintragsdatum        | Lage | Ort       | Beschreibung                                        |
| ----- | ------------------------------------------------- | ------------------------------------------------- | -------------------- | --- | --------- | --------------------------------------------------- |
| 1     | 66 Drive-In                                       | 66 Drive-In                                       | 2003 ID-Nr. 03000182 | 17231 Old 66 Boulevard 37° 10′ 24″ N, 94° 22′ 6″ W                                                                                                   | Carthage  |                                                     |
| 2     | Carthage Courthouse Square Historic District      |                                                   | 1980 ID-Nr. 80002370 | Abgegrenzt durch East Central Avenue, South Maple Street, Lincoln Street und West 5th Street 37° 10′ 36″ N, 94° 18′ 37″ W                            | Carthage  |                                                     |
| 3     | Carthage South Historic District                  | Carthage South Historic District                  | 1982 ID-Nr. 82004915 | Stadtgrenze von Carthage 37° 10′ 8″ N, 94° 18′ 38″ W                                                                                                 | Carthage  | Teil der City of Carthage MPS                       |
| 4     | Cassill Place Historic District                   | Cassill Place Historic District                   | 1986 ID-Nr. 86000005 | West Central Street, östlich der Blanche Street 37° 10′ 44″ N, 94° 19′ 13″ W                                                                         | Carthage  | Teil der City of Carthage MPS                       |
| 5     | Cave Spring School and Cave Spring Cemetery       |                                                   | 2012 ID-Nr. 12000416 | 4323 County Road 4 37° 6′ 42,5″ N, 94° 3′ 45,1″ W | Sarcoxie  | Teil der MPS One-Teacher Public Schools of Missouri |
| 6     | Colonial Apartments                               | Colonial Apartments                               | 2001 ID-Nr. 01000835 | 406 Walnut Street 37° 10′ 29″ N, 94° 18′ 51″ W | Carthage  |                                                     |
| 7     | Elks Club Lodge No. 501                           | Elks Club Lodge No. 501                           | 1985 ID-Nr. 85001188 | 318-320 West 4th Street 37° 5′ 15″ N, 94° 30′ 58″ W                                                                                                  | Joplin    |                                                     |
| 8     | Fifth and Main Historic District                  | Fifth and Main Historic District                  | 2006 ID-Nr. 06000541 | 501-513 South Main Street, 502-508 Virginia Street 37° 5′ 19″ N, 94° 30′ 48″ W                                                                       | Joplin    |                                                     |
| 9     | Fox Theater                                       | Fox Theater                                       | 1990 ID-Nr. 90001100 | 415 South Main Street 37° 5′ 18″ N, 94° 30′ 51″ W | Joplin    |                                                     |
| 10    | Gentry Apartments                                 | Gentry Apartments                                 | 2006 ID-Nr. 06000683 | 318 South Wall Street 37° 5′ 23″ N, 94° 30′ 57″ W | Joplin    |                                                     |
| 11    | Inter-State Grocer Company Building               | Inter-State Grocer Company Building               | 2008 ID-Nr. 08001024 | 1027-1035 South Main Street 37° 4′ 45″ N, 94° 30′ 48″ W                                                                                              | Joplin    | Teil der MPS Historic Resources of Joplin, Missouri |
| 12    | Jasper County Courthouse                          | Jasper County Courthouse                          | 1973 ID-Nr. 73001041 | Courthouse Square 37° 10′ 45″ N, 94° 18′ 37″ W | Carthage  |                                                     |
| 13    | Joplin and Wall Avenues Historic District         |                                                   | 2010 ID-Nr. 10000819 | Verschiedene Gebäude in der South Joplin Avenue, der Wall Avenue, der West 1st Street, der 2nd Street und der 3rd Street 37° 5′ 23″ N, 94° 30′ 53″ W | Joplin    | Teil der MPS Historic Resources of Joplin, Missouri |
| 14    | Joplin Carnegie Library                           | Joplin Carnegie Library                           | 1979 ID-Nr. 79001377 | 9th Street und Wall Street 37° 4′ 55″ N, 94° 30′ 57″ W                                                                                               | Joplin    |                                                     |
| 15    | Joplin Connor Hotel                               |                                                   | 1973 ID-Nr. 73001042 | 324 Main Street 37° 5′ 17″ N, 94° 30′ 49″ W | Joplin    |                                                     |
| 16    | Joplin Downtown Historic District                 | Joplin Downtown Historic District                 | 2008 ID-Nr. 08000661 | South Main Street zwischen East 4th Street und East 6th Street 37° 5′ 12″ N, 94° 30′ 48″ W                                                           | Joplin    | Teil der MPS Historic Resources of Joplin, Missouri |
| 17    | Joplin Furniture Company Building                 |                                                   | 2012 ID-Nr. 12000473 | 702-708 Main Street 37° 5′ 1,7″ N, 94° 30′ 49,2″ W                                                                                                   | Joplin    | Teil der MPS Historic Resources of Joplin, Missouri |
| 18    | Joplin Supply Company                             | Joplin Supply Company                             | 2007 ID-Nr. 07000652 | 228 South Joplin Avenue 37° 5′ 20″ N, 94° 30′ 52″ W                                                                                                  | Joplin    |                                                     |
| 19    | Joplin Union Depot                                | Joplin Union Depot                                | 1973 ID-Nr. 73001043 | Broadway und Main Street 37° 5′ 30″ N, 94° 30′ 42″ W                                                                                                 | Joplin    |                                                     |
| 20    | Main and Eighth Streets Historic District         | Main and Eighth Streets Historic District         | 2011 ID-Nr. 11000185 | Teile der Blöcke 800 und 900 der South Main Street 37° 4′ 53″ N, 94° 30′ 49″ W                                                                       | Joplin    | Teil der MPS Historic Resources of Joplin, Missouri |
| 21    | Middle West Hotel                                 | Middle West Hotel                                 | 1982 ID-Nr. 82003149 | 1 South Main Street 37° 8′ 46″ N, 94° 27′ 45″ W | Webb City |                                                     |
| 22    | Newman Brothers Building                          | Newman Brothers Building                          | 1990 ID-Nr. 90001101 | 602-608 South Main Street 37° 5′ 7″ N, 94° 30′ 45″ W                                                                                                 | Joplin    |                                                     |
| 23    | Olivia Apartments                                 | Olivia Apartments                                 | 2008 ID-Nr. 08000536 | 320 Moffet Avenue 37° 5′ 19″ N, 94° 31′ 8″ W | Joplin    |                                                     |
| 24    | Phelps Country Estate                             | Phelps Country Estate                             | 1983 ID-Nr. 83001023 | RR 1 und Newcastle Road just westlich der County Road 100 37° 15′ 0″ N, 94° 14′ 10″ W                                                                | Carthage  | Teil der MPS City of Carthage                       |
| 25    | Rains Brothers Building                           | Rains Brothers Building                           | 1990 ID-Nr. 90001102 | 906-908 South Main Street 37° 4′ 52″ N, 94° 30′ 44″ W                                                                                                | Joplin    | 2012 durch Feuer zerstört                           |
| 26    | Ridgway Apartments                                | Ridgway Apartments                                | 2006 ID-Nr. 06000682 | 402 South Byers Avenue und 404 South Byers Avenue 37° 5′ 22″ N, 94° 31′ 5″ W                                                                         | Joplin    |                                                     |
| 27    | St. Louis and San Francisco Railroad Building     | St. Louis and San Francisco Railroad Building     | 2002 ID-Nr. 02001193 | 605 Main Street 37° 5′ 9″ N, 94° 30′ 47″ W | Joplin    |                                                     |
| 28    | St. Peter the Apostle Catholic Church and Rectory | St. Peter the Apostle Catholic Church and Rectory | 1991 ID-Nr. 91000851 | 812 Pearl Street 37° 4′ 58″ N, 94° 31′ 1″ W | Joplin    |                                                     |
| 29    | Scottish Rite Cathedral                           | Scottish Rite Cathedral                           | 1990 ID-Nr. 90000989 | 505 Byers Avenue 37° 5′ 11″ N, 94° 31′ 2″ W | Joplin    |                                                     |
| 30    | South Main Street Historic District               | South Main Street Historic District               | 2010 ID-Nr. 10000818 | Westliche Seite der South Main Street zwischen West 1st Street und West 2nd Street 37° 5′ 24″ N, 94° 30′ 48″ W                                       | Joplin    | Teil der MPS Historic Resources of Joplin, Missouri |